# Dihammaphora glabripennis
Dihammaphora glabripennis là một loài bọ cánh cứng trong họ Cerambycidae.